# Puits à marches
 (janvier 2018).
Si vous disposez d'ouvrages ou d'articles de référence ou si vous connaissez des sites web de qualité traitant du thème abordé ici, merci de compléter l'article en donnant les références utiles à sa vérifiabilité et en les liant à la section « Notes et références ».

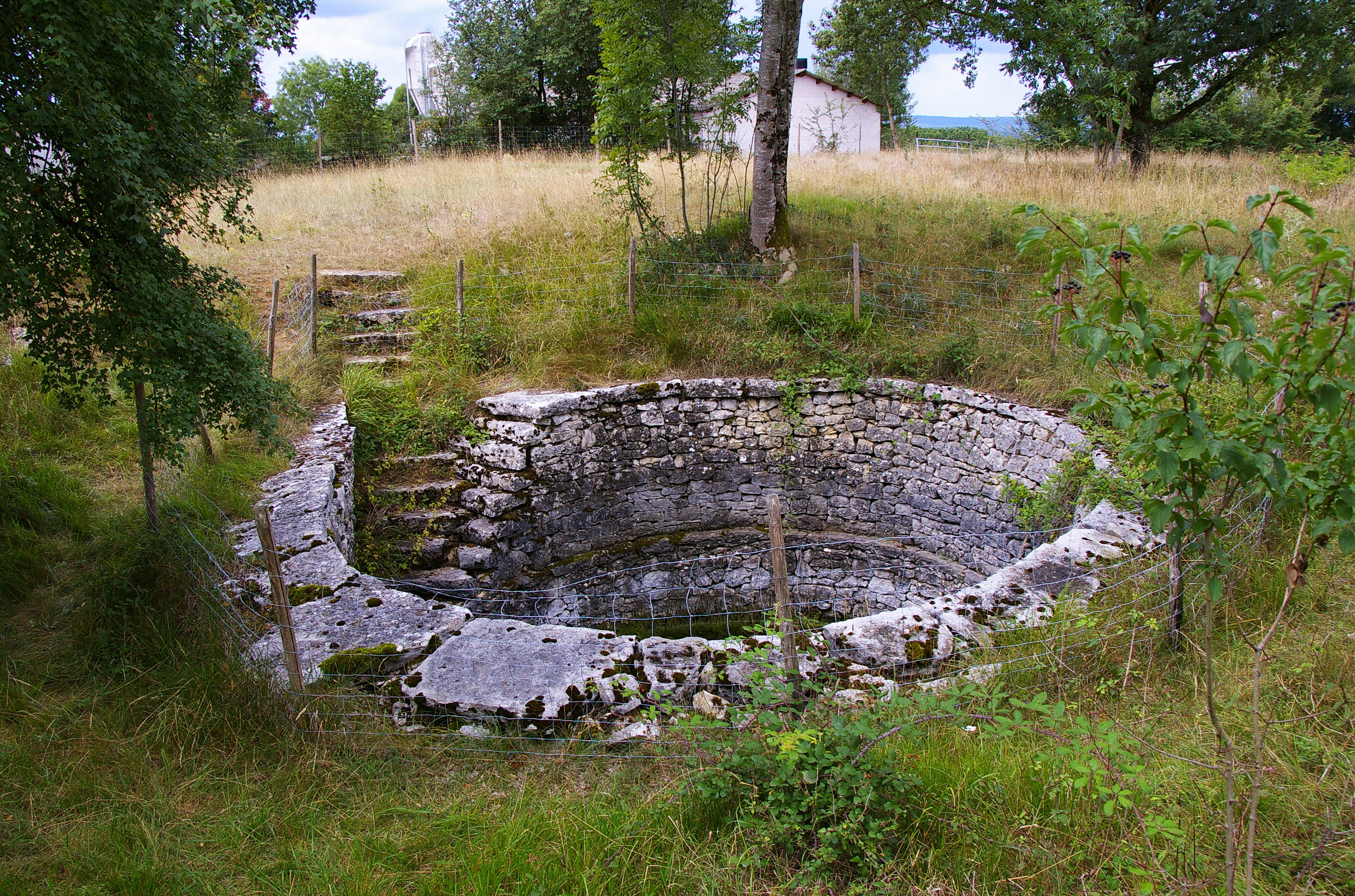
Puits romain du Mas de la Voulte (Marcilhac-sur-Célé, Lot).

Le puits à marches est un puits à eau qui permet à l'utilisateur de descendre physiquement jusqu'au niveau de l'eau.

## Toponymie
En France, le puits à marches est connu sous le nom de « puits romain », sans doute en raison de la présence de marches qui caractérisaient les fontaines ou édifices romains.

## Conception
Lorsque les conditions le permettent, c'est-à-dire lorsque la profondeur pour atteindre la nappe d'eau n'excède pas quelques mètres, le creusement d'un puits à marches est envisageable. En France, on trouve ce type de puits dans les régions karstiques comme les causses.
| Réf. | Puits à marches                          | Communes                   | Départements | Zones géographiques | Sources ou références |
| ---- | ---------------------------------------- | -------------------------- | ------------ | ------------------- | --------------------- |
| 1    | Puits romain de Pierrefiche              | La Roque-Sainte-Marguerite | Aveyron      | Causse du Larzac    |                       |
| 2    | Puits à marches de Saint-Michel-d'Alajou | Saint-Michel               | Hérault      | Causse du Larzac    |                       |
| 3    | Puits romain de la ferme de Lamayou      | Millau                     | Aveyron      | Causse du Larzac    | La quête de l'eau,    |
| 4    | Puits de Longuiers                       | Millau                     | Aveyron      | Causse Noir         | La quête de l'eau     |
| 5    | Puits des Fangettes                      | La Roque-Sainte-Marguerite | Aveyron      | Causse Noir         | La quête de l'eau     |
| 6    | Puits de l'Hom                           | Fraissinet-de-Fourques     | Lozère       | Causse Méjean       | La quête de l'eau     |
| 7    | Puits romain du Mas de la Voulte         | Marcilhac-sur-Célé         | Lot          | Causses du Quercy   |                       |

Quelques illustrations de puits à marches en France.
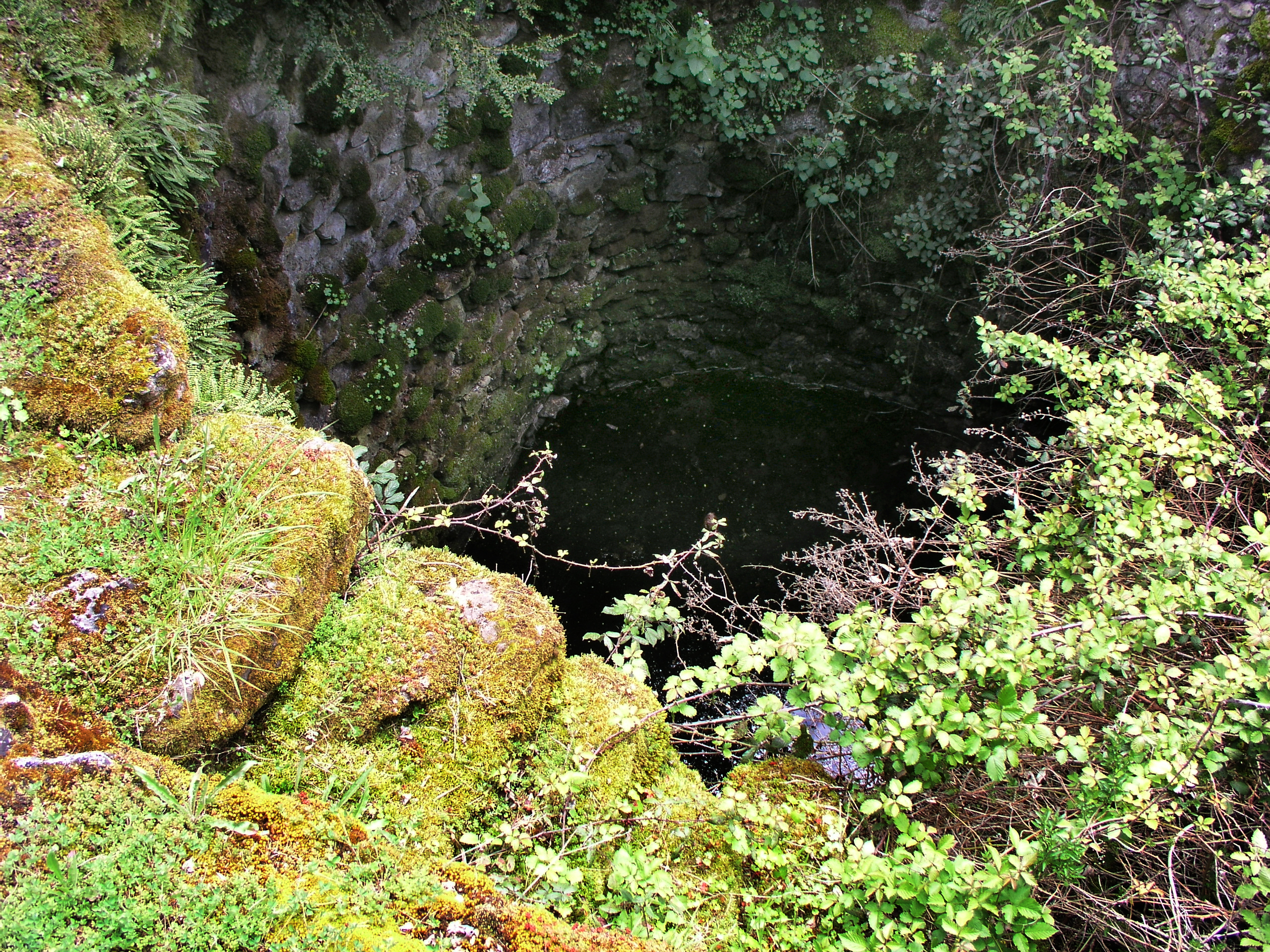
Puits romain de Pierrefiche-du-Larzac (La Roque-Sainte-Marguerite, Aveyron).
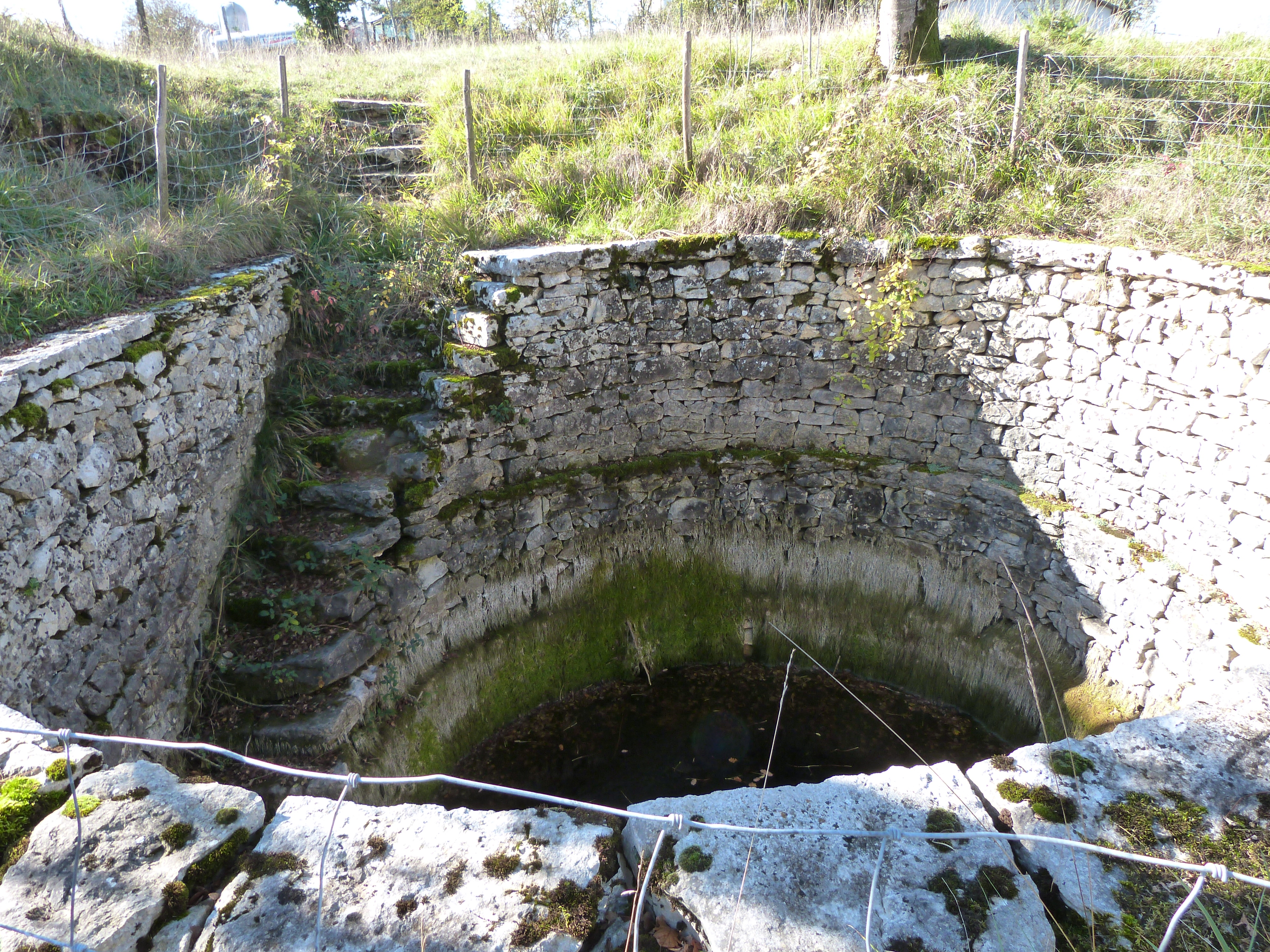
Puits romain de la Voulte à Marcilhac-sur-Célé (Lot).
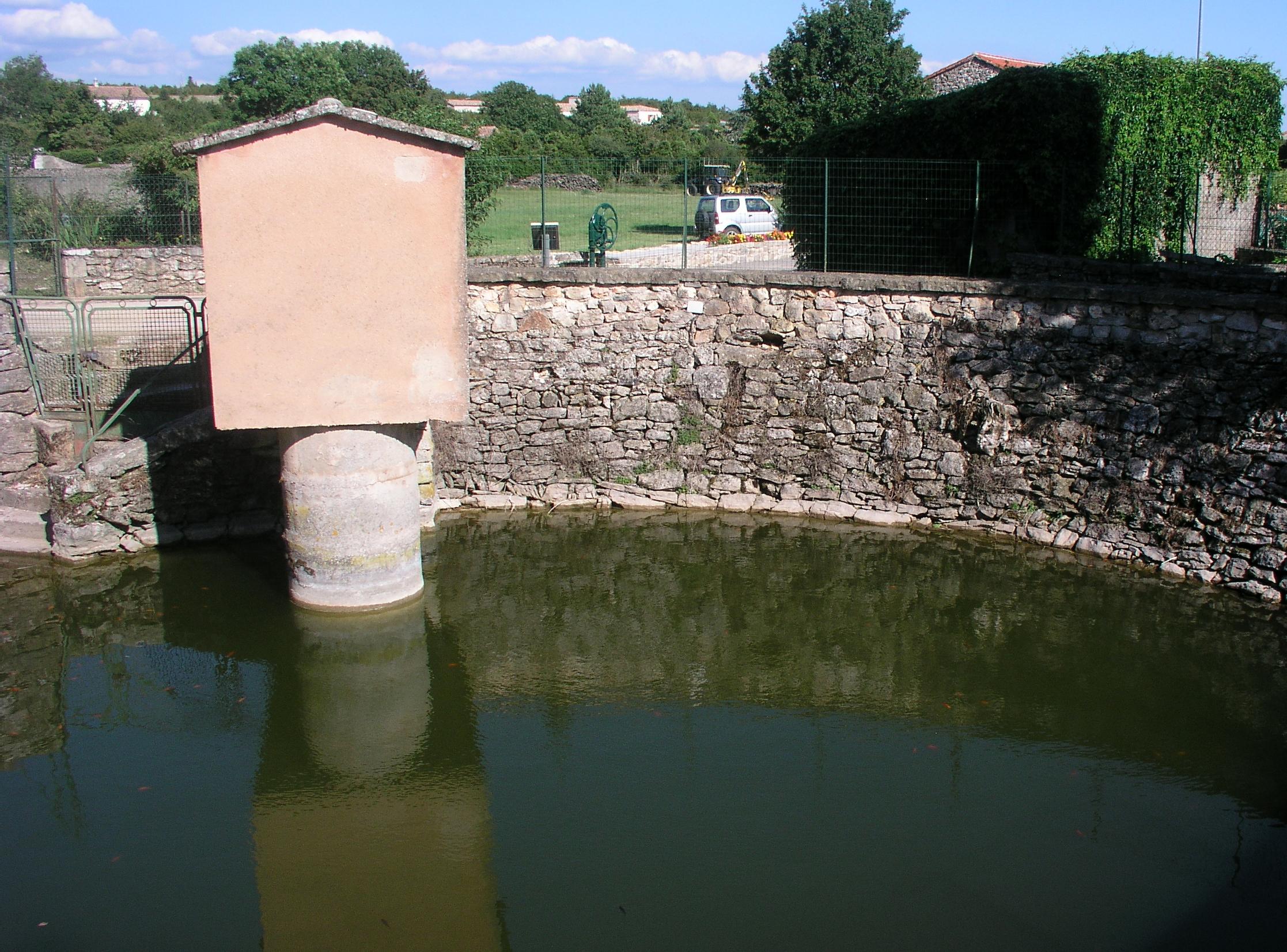
Puits à marches de Saint-Michel-d'Alajou (Hérault).
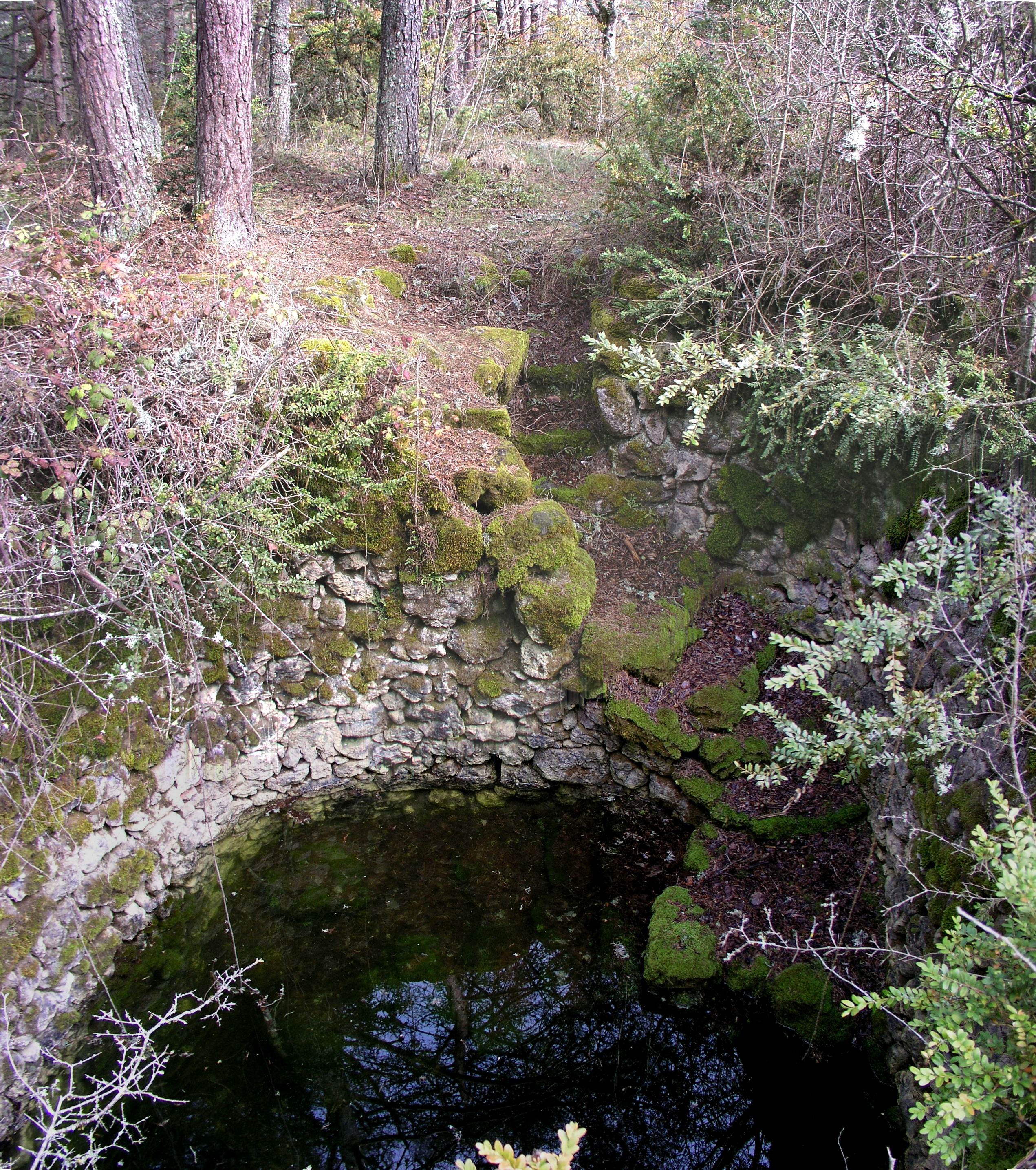
Puits des Fangettes près du Maubert (La Roque-Sainte-Marguerite, Aveyron).

Le puits à marches se distingue du puits à eau par son accessibilité à tout utilisateur. Toutefois, le plus commun des puits à eau est le puits à margelle, où seul le récipient atteint le niveau de l'eau. L'utilisateur reste en surface à l'extérieur de la margelle.

## Puits à marches dans le monde
Le puits à marches les plus connus se situent en Inde, celui de Chand Baori permet d'atteindre l'eau à une profondeur de 30 m. Le puits hélicoïdal du site de Champaner-Pavagadh est également très spectaculaire.
Les puits à eau de la période Nazca (Pérou) sont construits sur le même modèle.
Le puits à marches est connu depuis l'âge du bronze, celui du site archéologique de Motilla del Azuer (Daimiel, Espagne) est situé à l'intérieur d'une enceinte fortifiée. Ce puits, profond de 16 m, permettait aux habitants d'Azuer d'atteindre la nappe phréatique d'une terrasse alluviale.
Les puits du site archéologique de Doukki Gel (Soudan) sont situés dans les quartiers religieux de la cité antique. Le puits nord comporte un très large escalier, dont la maçonnerie est caractéristique du Kerma Classique. Les accès associés à ces puits (temples) indiquent qu'ils avaient des fonctions essentiellement cérémonielles.

Quelques illustrations de puits à marches dans le monde.
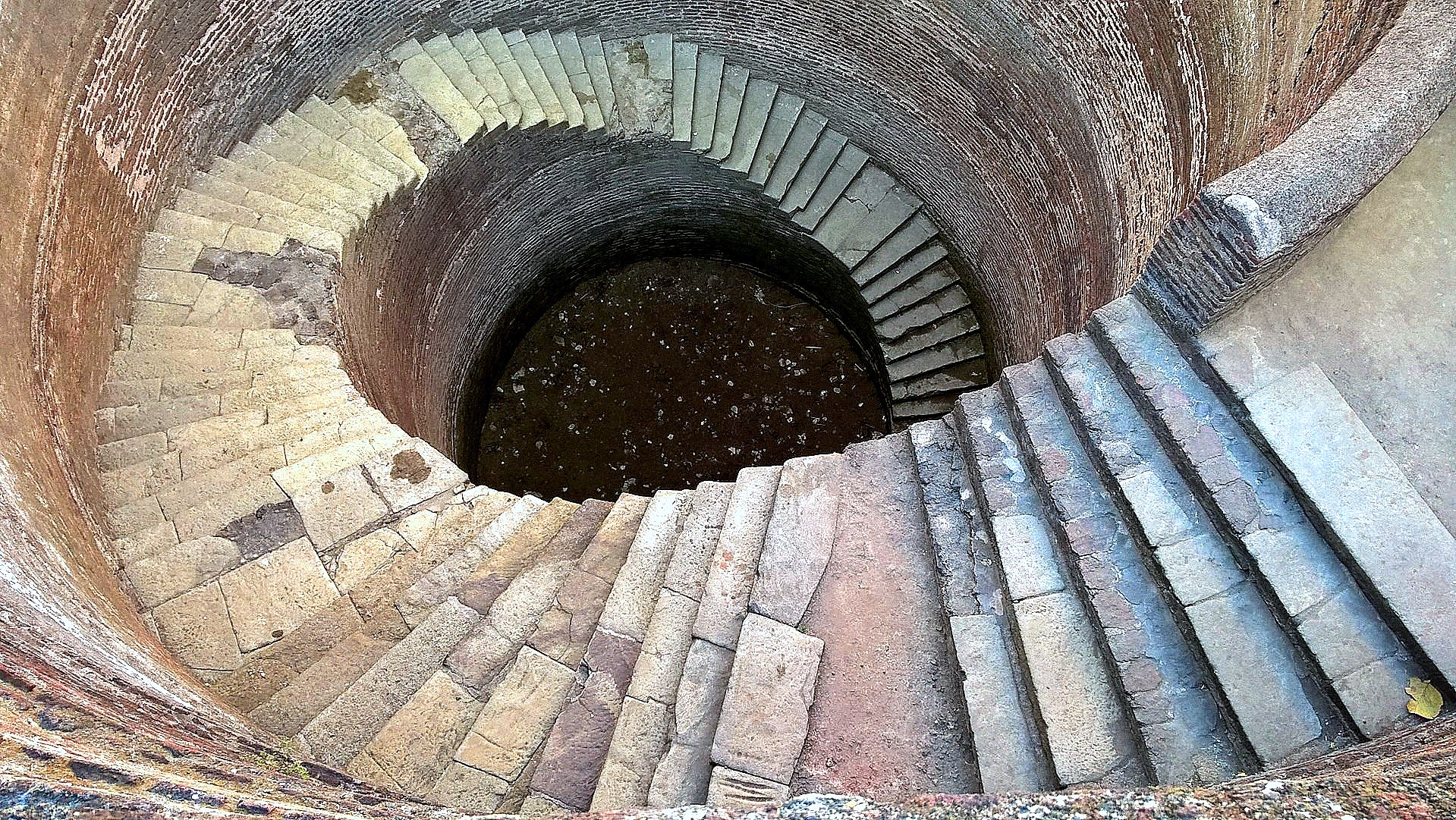
Puits à marches hélicoïdal, Champaner, Inde.
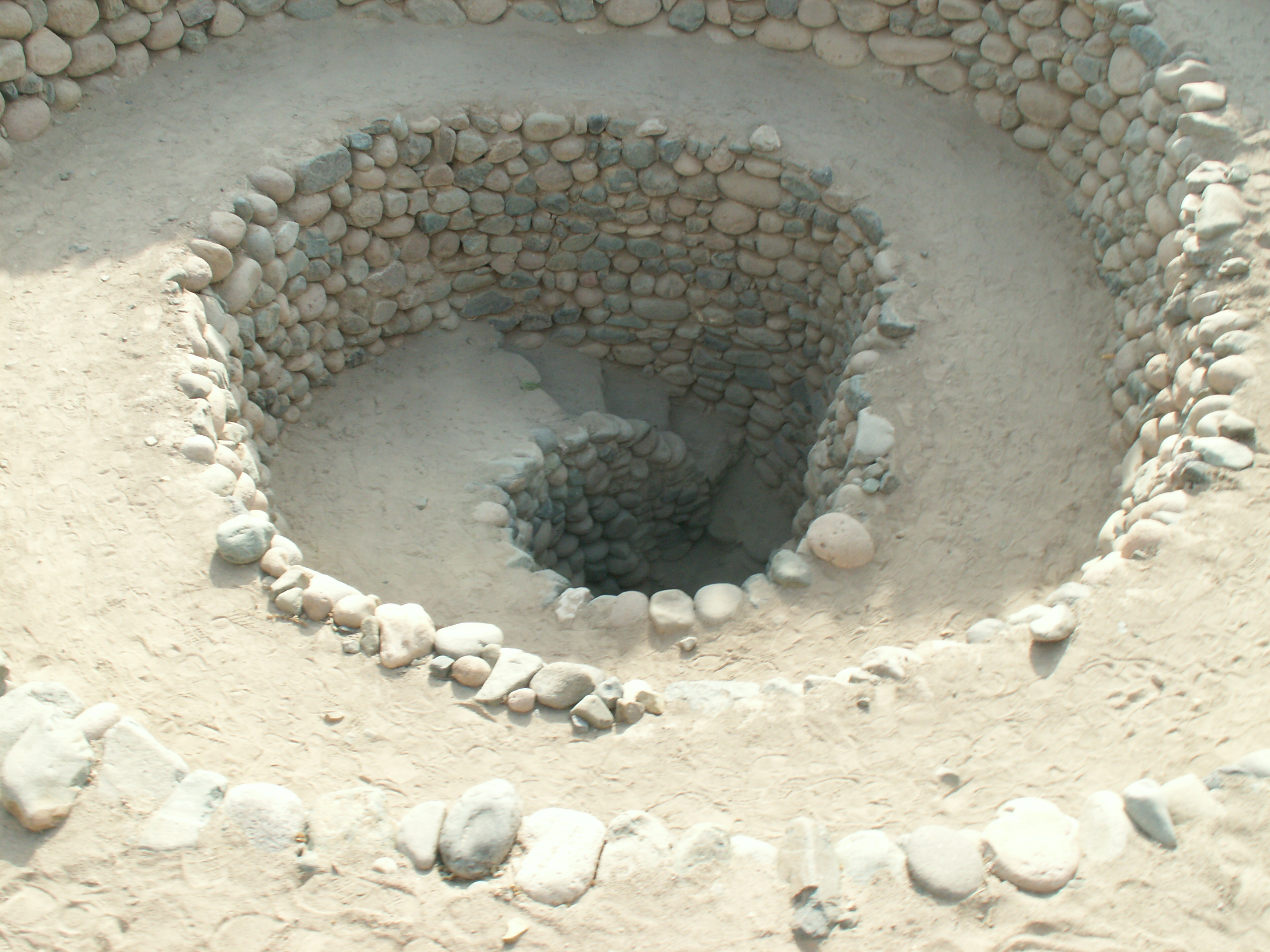
Puits de la période Nazca toujours utilisé aujourd'hui (Pérou).
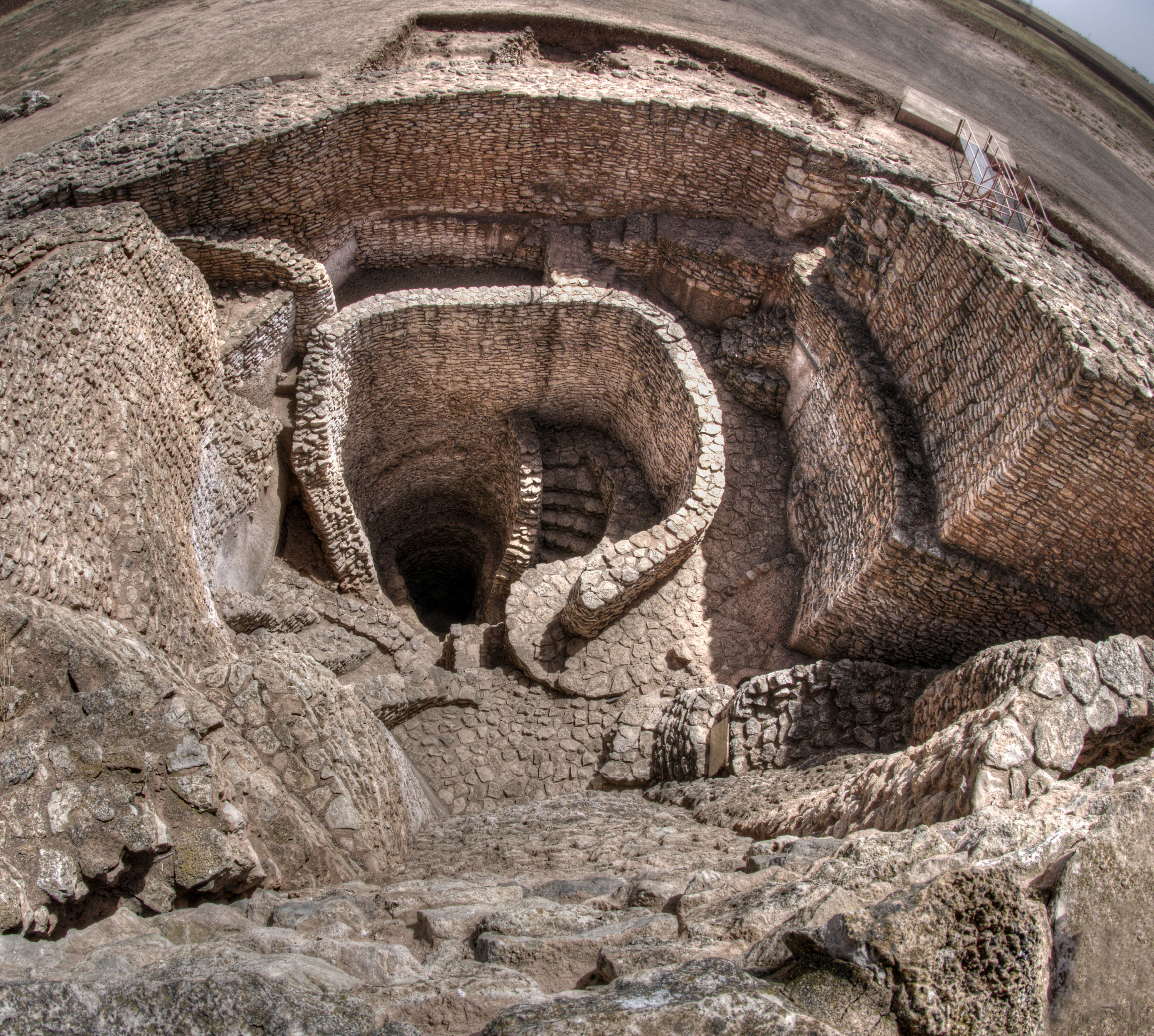
Site de Motilla del Azuer (âge du bronze), sud de l'Espagne.